# Syssel
Syssel (dänisch, Plural: Sysler) war eine historische Verwaltungseinheit in Jütland einschließlich Herzogtum Schleswig, Region Sjælland (Seeland), Norwegen und Schweden. Sysler existieren heute noch in Island (isländisch sýsla, Plural sýslur), auf Spitzbergen und auf den Färöern als Polizeibezirke und im Sinne geografischer Regionen.

## Etymologie
Das skandinavische Wort syssel hat seinen Ursprung in altnordisch sýsla, sýsl (f.), was „Arbeit, Beschäftigung“ bedeutet und seinerseits auf germanisch *suhsla, *seuhsla („Pein, Qual“) zurückzuverfolgen ist. Die indoeuropäische Wurzel ist *seug- („bekümmert, traurig, krank, siech“). Zwar hatte das Wort in der altnordischen Form die übertragene Bedeutung „Amt, Bezirk“, doch lassen sich für die historischen Sysler weder Beamte noch Administrationen nachweisen.
Im heutigen Dänisch bedeutet syssel weiterhin „Arbeit, Beschäftigung“ und wird meist nur im historischen Kontext in seiner zweiten Bedeutung für die alten Sysler gebraucht. Die ältere Schreibweise ist sysæl. I kongens sysæl bedeutete „im Auftrag des Königs“. Im großen Gyldendals Røde Ordbog Dansk-Tysk (Dänisch-Deutsch) taucht diese zweite Bedeutung nicht mehr auf.

## Entstehung
Die Einteilung in Sysler war ein weltliches Organisationsprinzip. Ihren Ursprung hatten die Verwaltungseinheiten im Norden Jütlands, wo sie im 10. Jahrhundert entstanden. Diese ältesten nördlichen Sysler setzten die alten gewachsenen Stammesbezirke fort. Die östlichen Gebiete wiesen keine Beziehungen zur vordänischen Bevölkerung auf. Im Süden wurden Ortsnamen zur Bestimmung übernommen.
Im Vergleich zum Harde (herreder) ist ein Syssel die jüngere historische Organisationsform. Die Sysler haben sich sogar den Hardengrenzen angepasst. Im Erdbuch Waldemars II. werden die Sysler als mittlere, eher geografische Gliederungseinheit zwischen Harde und Land genannt. Die im Erdbuch enthaltene Zusammenfassung mehrerer Harden unter einem Syssel deckte sich nicht immer mit den jeweiligen Grenzen. Wegen ihrer geografischen Orientierungen verloren die Sysler im 13. Jahrhundert an Bedeutung. Vergleichbar wurden sie in der Zeit mit den deutschen Gauen des 11. und 12. Jahrhunderts.
Für die Sysler konnte eine eigene Gerichtsbarkeit nicht nachgewiesen werden. Vielmehr bildete sich der Sitz eines Things aus der Zusammenfassung mehrerer Harden zu einem Syssel heraus. Dadurch entstanden jedoch keine Sysselthinge.

## Jütland

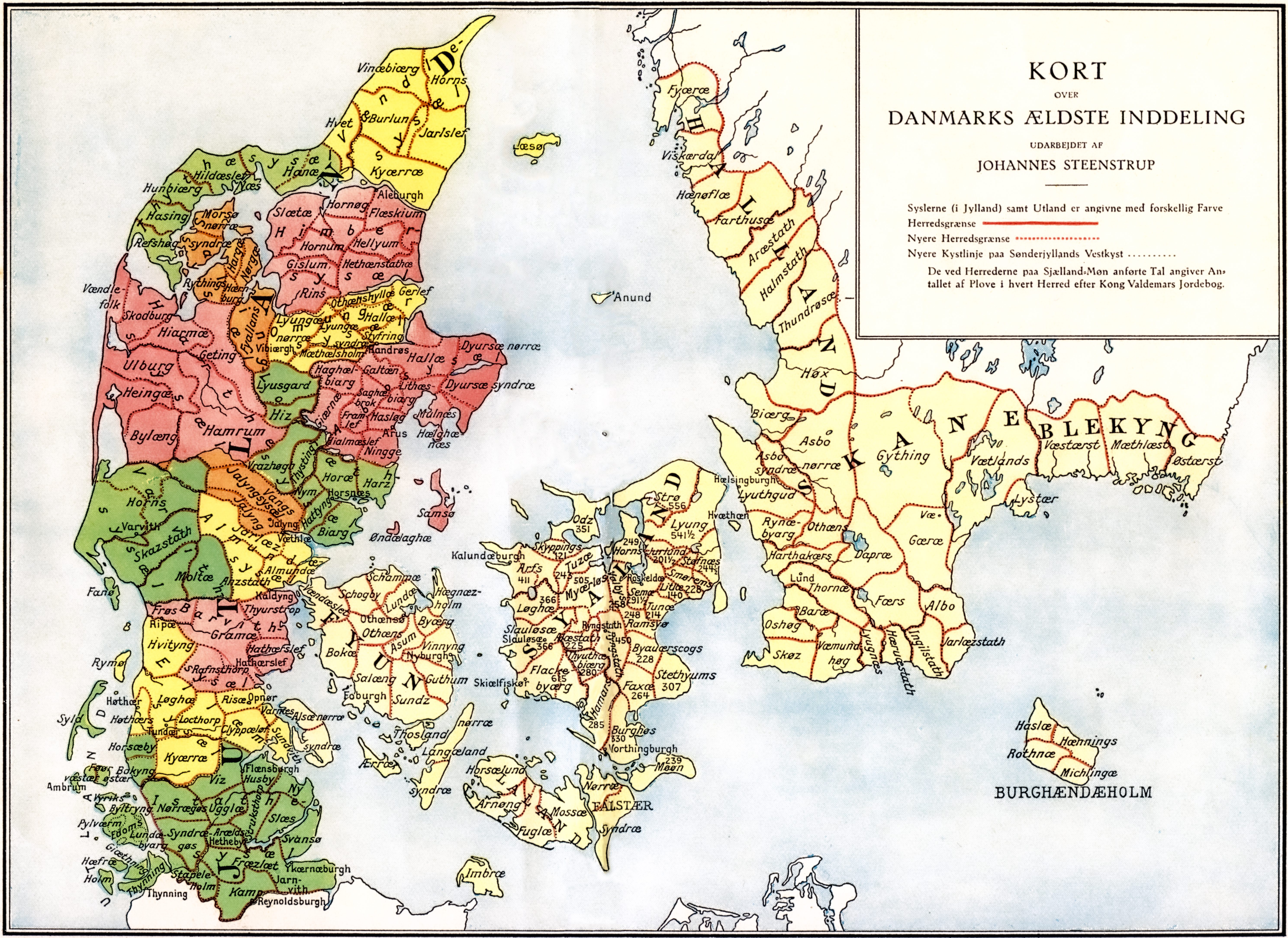
Dänemark im Mittelalter. Die farbig gekennzeichneten Bezirke auf der kimbrischen Halbinsel (Jütland) zeigen die Sysler.

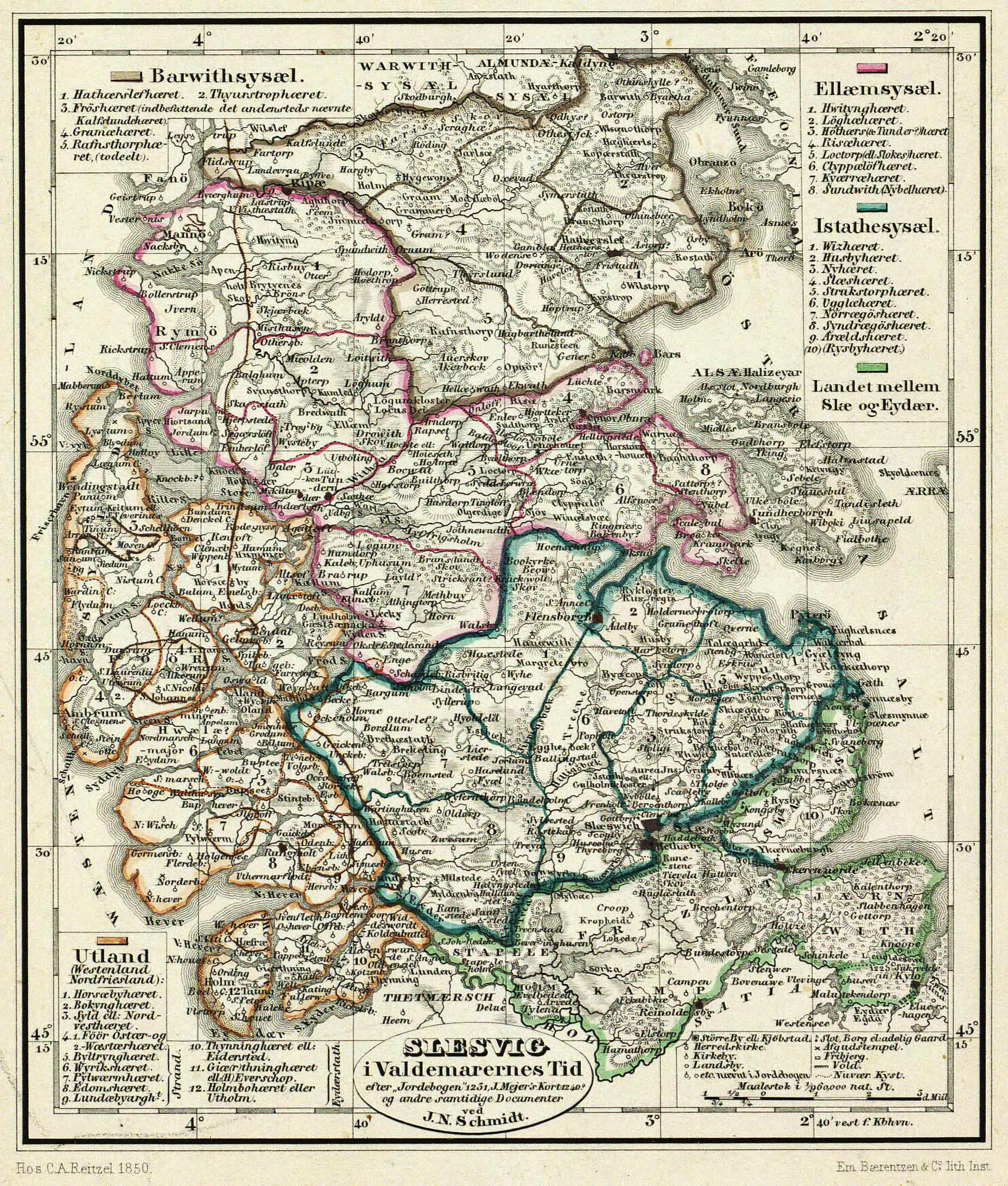
Herzogtum Schleswig mit
- Barwithsysæl
- Ellæmsysæl
- Istathesysæl

Die jütländischen fünfzehn Sysler, die auch jeweils Harden umfassten, hießen:
1. Vendsyssel: Im nördlichen Teil des heutigen Nordjyllands Amt auf der Insel Thy mit den Harden Horns Herred, Vennebjerg Herred, Børglum Herred, Jerslev Herred, Hvetbo Herred und Kær Herred
2. Thysyssel: Im westlichen Teil der Insel Thy im nördlichen Viborg Amt mit den Harden Hillerslev Herred, Hundborg Herred, Hassing Herred und Refs Herred
3. Sallingsyssel: Im südlichen Viborg Amt (Morsø Nørre Herred, Morsø Sønder Herred, Salling Nørre Herred, Harre Herred, Rødding Herred, Hindborg Herred und Fjends Herred)
4. Himmersyssel: Im südlichen Nordjyllands Amt mit den Harden Slet Herred, Hornum Herred, Fleskum Herred, Års Herred, Hellum Herred, Gislum Herred, Hindsted Herred und Rinds Herred
5. Ommersyssel: Im nördlichen Viborg Amt bzw. im Süden von Nordjyllands Amt mit den Harden Nørlyng Herred, Sønderlyng Herred, Middelsom Herred, Onsild Herred, Nørhald Herred, Gerlev Herred und Støvring Herred
6. Hardsyssel: Entspricht in etwa dem heutigen Ringkjøbing Amt mit den Harden Vandfuld Herred, Skodborg Herred, Hjerm Herred, Ginding Herred, Ulfborg Herred, Hammerum Herred, Hind Herred und Bølling Herred
7. Åbosyssel: Im nördlichen Viborg Amt mit Harden Houlbjerg Herred, Galten Herred, Sønderhald Herred, Rougsø Herred, Djurs Nørre Herred, Djurs Sønder Herred, Mols Herred, Øster Lisbjerg Herred, Vester Lisbjerg Herred, Sabro Herred, Gjern Herred, Hjelmslev Herred, Framlev Herred, Hasle Herred og Ning Herred
8. Loversyssel: Im nördlichen Vejle Amt mit den Lysgård Herred, Hids Herred, Vrads Herred, Tyrsting Herred, Nim Herred, Hatting Herred, Bjerre Herred, Voer Herred und Hads Herred
9. Hansyssel mit dem Harden Hanherred
10. Vardesyssel: Entspricht in etwa Ribe Amt mit den Harden Vester Horne Herred, Nørre Horne Herred, Øster Horne Herred, Skast Herred, Gørding Herred und Malt Herred
11. Jellingsyssel: Im mittleren Vejle Amt mit den Harden Nørvang Herred und Tørrild Herred
12. Almindsyssel: Im südlichen Vejle Amt mit den Harden Jerlev Herred, Andst Herred, Brusk Herred, Holmans Herred und Elbo Herred
13. Barvidsyssel: Im nördlichen Nordschleswig mit den Harden Tyrstrup Herred, Gram Herred (östliche Hälfte), Rangstrup Herreder und Haderslev Herred
14. Ellumsyssel: Im westlichen und mittleren Schleswig und entlang der Westküste mit den Harden Hviding Herred, Højer Herred, Lø Herred, Kær Herred, Slogs Herred, Rise Herred, Lundtoft Herred, Sundeved und ein wenig vom östlichen Teil von Søndre Rangstrup Herred
15. Istedsyssel: In Südschleswig  mit den Harden Nørre & Sønder Gøs Herreder, Vis Herred, Ugle Herred, Husby Herred, Ny Herred, Strukstrup Herred, Slis Herred und Arns Herred.

Die drei letzten Sysler bildeten ab etwa 1200 das Herzogtum Schleswig. Zu dem Areal kamen noch weitere Landesteile hinzu, die in ihrer Eigenschaft als dänisches Krongut (dän. Kongelev) keine Sysler waren, die aber in Waldemars Erdbuch dem Istedsyssel angehängt waren. Innerhalb des dänischen Reiches nahmen sie eine Sonderstellung ein. Hierzu gehören:
1. Schlei-Eider-Bezirk mit Fræzlæt (Fredslet) mit der Risbyharde (Halbinsel Schwansen), Ykærnæburgh (Eckernförde), Hüttener Harde, Kroppharde, Stapelholm und der Dänischen Wohld
2. Uthlande mit den Nordfriesische Inseln zwischen Sylt und Eiderstedt; sie standen schon länger unter königlicher Herrschaft (Königsfriesen).

## Sjælland (Seeland)
Die Region Sjælland wurde in vier Sysler gegliedert, die sich ebenso aus Harden (Herred) zusammensetzten:
1. Østersyssel: mit den Harden Strø, Holbo, Lynge, Jørlunde (senere Ølstykke), Sokkelund (Stynis), Smørum, Lille, Tune und Sømme.
2. Medelsyssel: mit den Harden Horns, Voldborg, Ramsø, Bjæverskov, Stevns, Ringsted, Tybjerg und Alsted.
3. Vestersyssel: mit den Harden Flakkebjerg, Slagelse, Løve, Ars, Skippinge, Ods, Tuse und Merløse.
4. Søndersyssel (einschl. der Inseln Møn, Falster und Lolland): mit den Harden Hammer, Fakse und Bårse, den vier Harden von Lolland, sowie Møn und Falster (ursprünglich nur eine Harde).

## Norwegen
Norwegen war im Mittelalter in 50 Sysler eingeteilt, denen jeweils ein syslamaðr (Sysselmann) vorstand:
1. Elfsysla: südlicher Teil von Bohuslen
2. Ranrikesysla: nördlicher Teil Bohuslen, einschließlich Enningdalen in Østfold
3. Borgarsysla: Østfold, außer Enningdalen und Mossedal
4. Oslosysla: Akershus mit Oslo, sowie Lier
5. Tunsbergsysla: Vestfold und Søndre Buskerud bis Drammensfjorden.
6. Skiensysla: Grenland, Telemark und Numedal
7. Naumdølasysla
8. Alstahaugsysla: Helgeland
9. Bodinsysla: Folda, Salten
10. Lofotensysla: Lofoten
11. Steigensysla: Lødingen, Ofoten, Hammarøy und Steigen.
12. Ylfissysla
13. Andenessysla:
14. Trondenessysla: Troms

Das von 1931 bis 1933 norwegisch besetzte Gebiet von Ostgrönland (Eirik Raudes Land) trug ebenso die Bezeichnung Syssel.
Heute gibt es keinen Beamten mehr mit diesem Titel, aber bis zum Juli 2021 hieß der Posten des Sysselmesters von Svalbard noch Sysselmann. 1662 wurde der Begriff Syssel in Norwegen abgeschafft und durch (das dänische) Amt ersetzt. Seit 1919 heißen diese Verwaltungseinheiten Fylke.

## Island

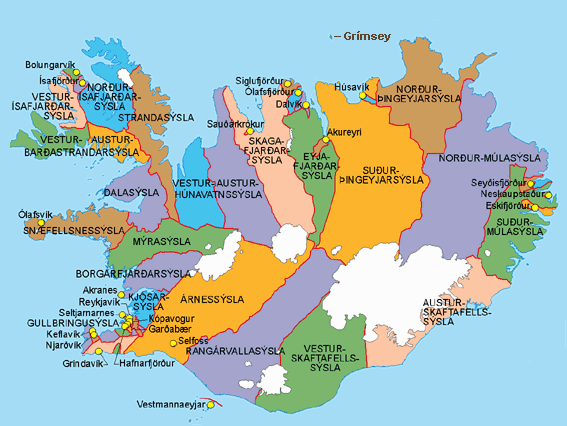
Sýslur in Island

In Island gibt es derzeit noch 20 sýslur (Singular sýsla). Die sýslur werden auch als geografische Regionen verstanden. Sie sind keine politische Einheit. In Island gibt es nur zwei Verwaltungsebenen: Den Gesamtstaat und die 64 Kommunen.

## Färöer

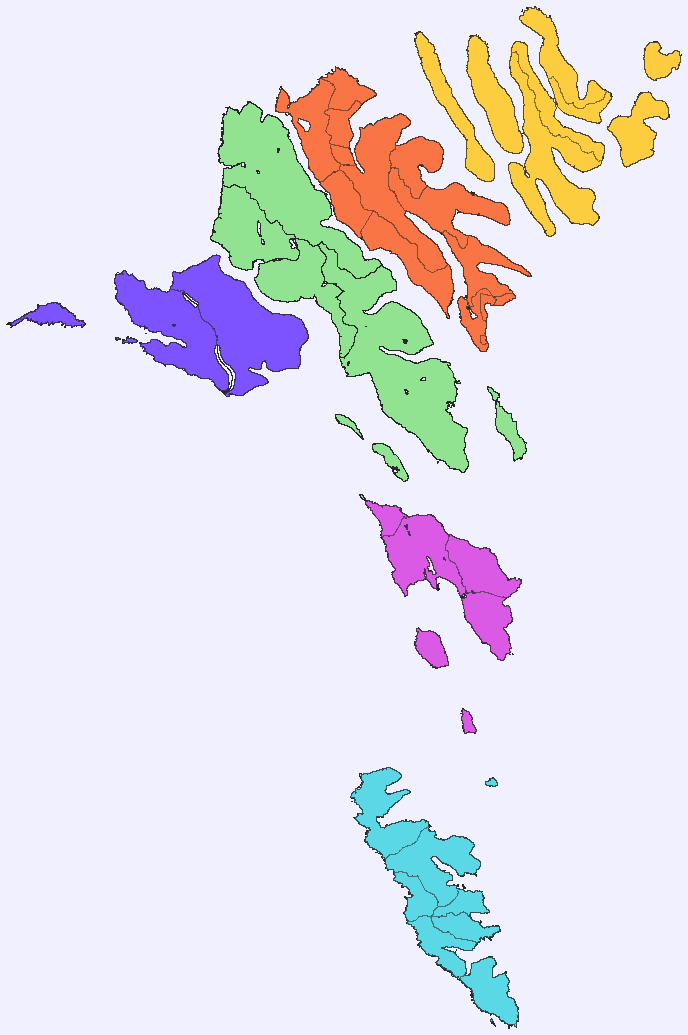
Die sechs Sysler der Färöer in unterschiedlichen Farben.

Die Sysler auf den Färöern werden, wie in Island, als sýslur (Singular: sýsla) bezeichnet. Das sind die sechs geografischen Regionen:
- Eysturoy
- Nordinseln
- Sandoy
- Streymoy
- Suðuroy
- Vágar

Früher gab es in jeder sýsla ein eigenes Ting, das sogenannte várting, und auch die Pfarrbezirke entsprachen den Sysler (zur heutigen Einteilung siehe Färöische Volkskirche), doch heute sind es nur noch Polizeikreise, denen je ein Sýslumaður (Sysselmann) vorsteht. Wie auch in Island stellen die färöischen Sysler keine politischen Gebietseinheiten dar. Es gibt nur die Färöer als teilautonomen Gesamtstaat und die 29 Kommunen. Im Unterschied zu Island gibt es aber noch eine übergeordnete, die Reichsebene, zu der neben dem „Mutterland“ Dänemark auch Grönland gehört.

## Grönland
Vor der Verwaltungsreform in Grönland mit Stichtag 18. November 1950 waren die bis dahin separaten dänischen Kolonien bzw. Landsrådene Westgrönlands in Sysler gegliedert, die ab 1925 Sysselräte (Sysselråd) erhielten (Stand etwa 1944):
- Südgrönland (Sydgrønlands Landsråd)
  - Julianehaab Syssel
  - Frederikshaab Syssel
  - Godthaab Syssel
  - Sukkertoppen Syssel
  - Holsteinsborg Syssel
- Nordgrönland (Nordgrønlands Landsråd)
  - Godhavn Syssel
  - Egedesminde Syssel
  - Christianshaab Syssel
  - Jakobshavn Syssel
  - Ritenbenk Syssel
  - Umanak Syssel
  - Upernavik Syssel
- Ostgrönland
  - (keine Syssel in Ostgrönland, nur Mission Angmaggsalik und Handelsstation Scoresbysund)

## Schweden

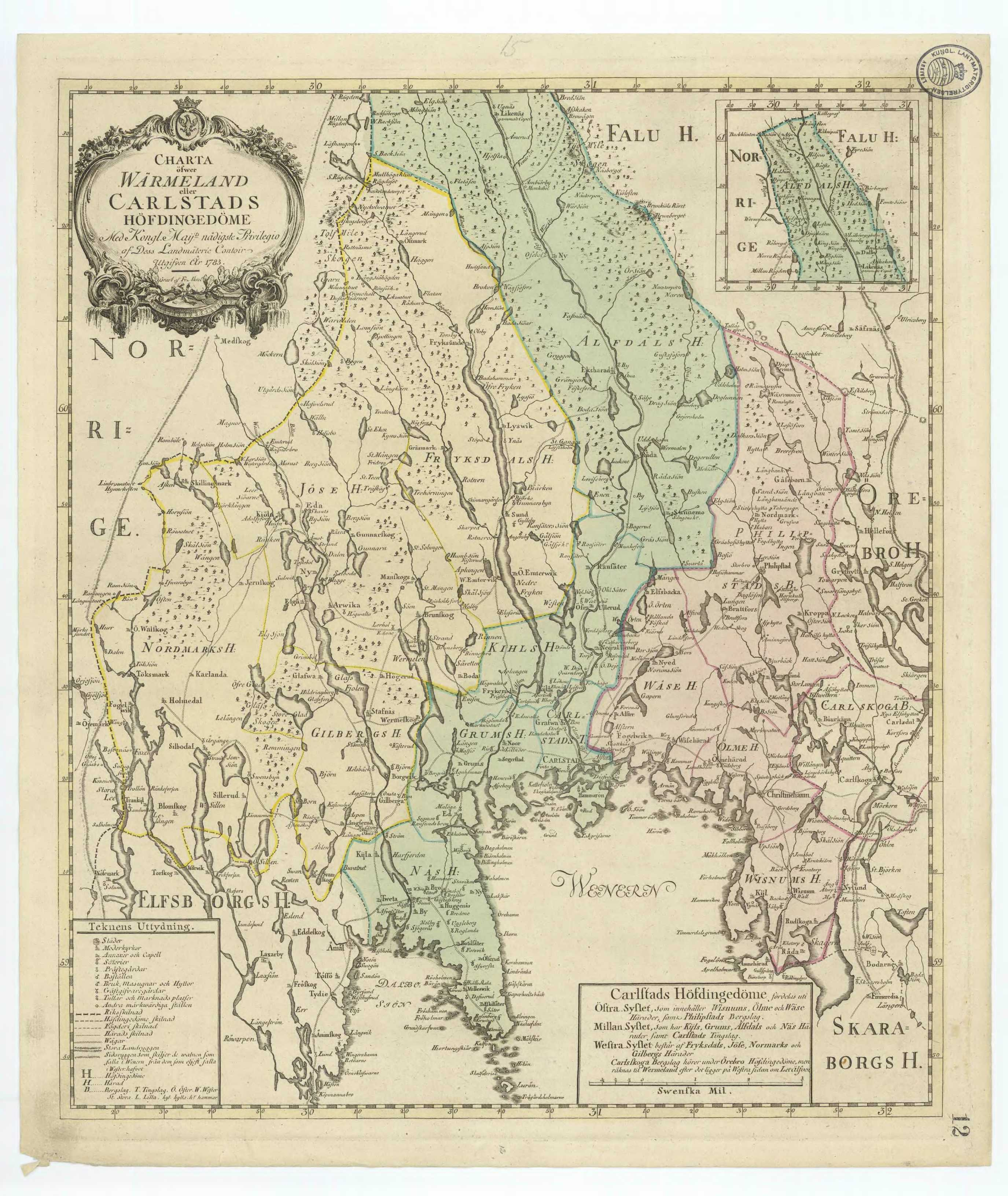
Verwaltungskarte von Värmland (1783)

In Schweden wurde der Begriff nur in Värmland verwendet, das historisch in drei Syssel gegliedert war, Mellansysslet, Södersysslet und Östersysslet.
genannt. Die Syssel wurden in härader (Harden) untergliedert:
- Mellansysslets mit Kil, Karlstad und Grums
- Södersysslets mit Gillbergs und Näs
- Östersysslets mit Färnebo, Ölme, Visnums und Väse